# Peugeot 203
El Peugeot 203 fue un automóvil producido por el fabricante francés Peugeot entre los años 1948 y 1960. El 203 fue el primer modelo de Peugeot posterior a la Segunda Guerra Mundial, y fue el único modelo producido por Peugeot desde 1949 hasta 1954.

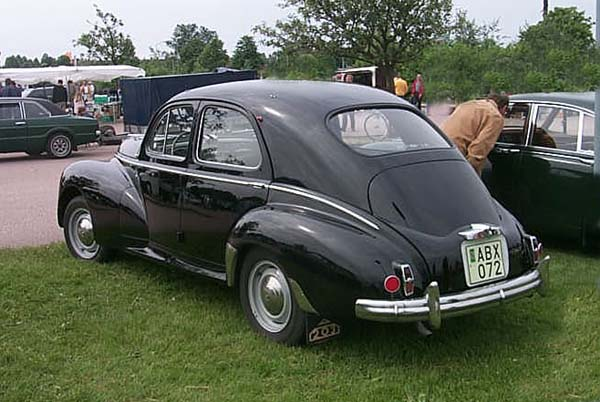
Peugeot 203 Berlina.

## Historia, desarrollo y diseño
El Peugeot 203 fue desarrollado en la posguerra europea y presentado en el Salón del Automóvil de París de 1948. Con un concepto muy vanguardista inspirado en la línea de los modelos americanos de la época, se realizaba así la apuesta de Peugeot para la recuperación de la marca. El 203 era una berlina de cuatro puertas que incorporaba un motor de gasolina de 1,3 litros de cilindrada.
En 1954 se realizó una reestilización del modelo, incorporándose como detalles importantes una luneta trasera de grandes dimensiones, la reubicación de los vierteaguas y la situación de los pilotos traseros en las aletas. La característica más curiosa, novedad mundial, era la disponibilidad de reclinar los respaldos delanteros totalmente y, mediante unos encajes previos de los cojines de los asientos delanteros, convertirse en una cama de dos plazas.
En el terreno deportivo, el Rally de Monte Carlo, la Mille Miglia y otras competiciones europeas, contaron con la presencia sobresaliente de los Peugeot 203.
La última unidad del 203 salió de la cadena de montaje de Sochaux (Francia) el 26 de febrero de 1960. Se habían fabricado 685.828 unidades, de las que 514.410 fueron berlinas, que dejaron el recuerdo de un vehículo robusto y fiable. No tuvo sucesor directo. Su sustituto en el mercado, el Peugeot 403 (que se había creado en 1955), era un automóvil de concepción diferente y de una gama superior, con un motor de mayor cilindrada y potencia y una carrocería más amplia y moderna.

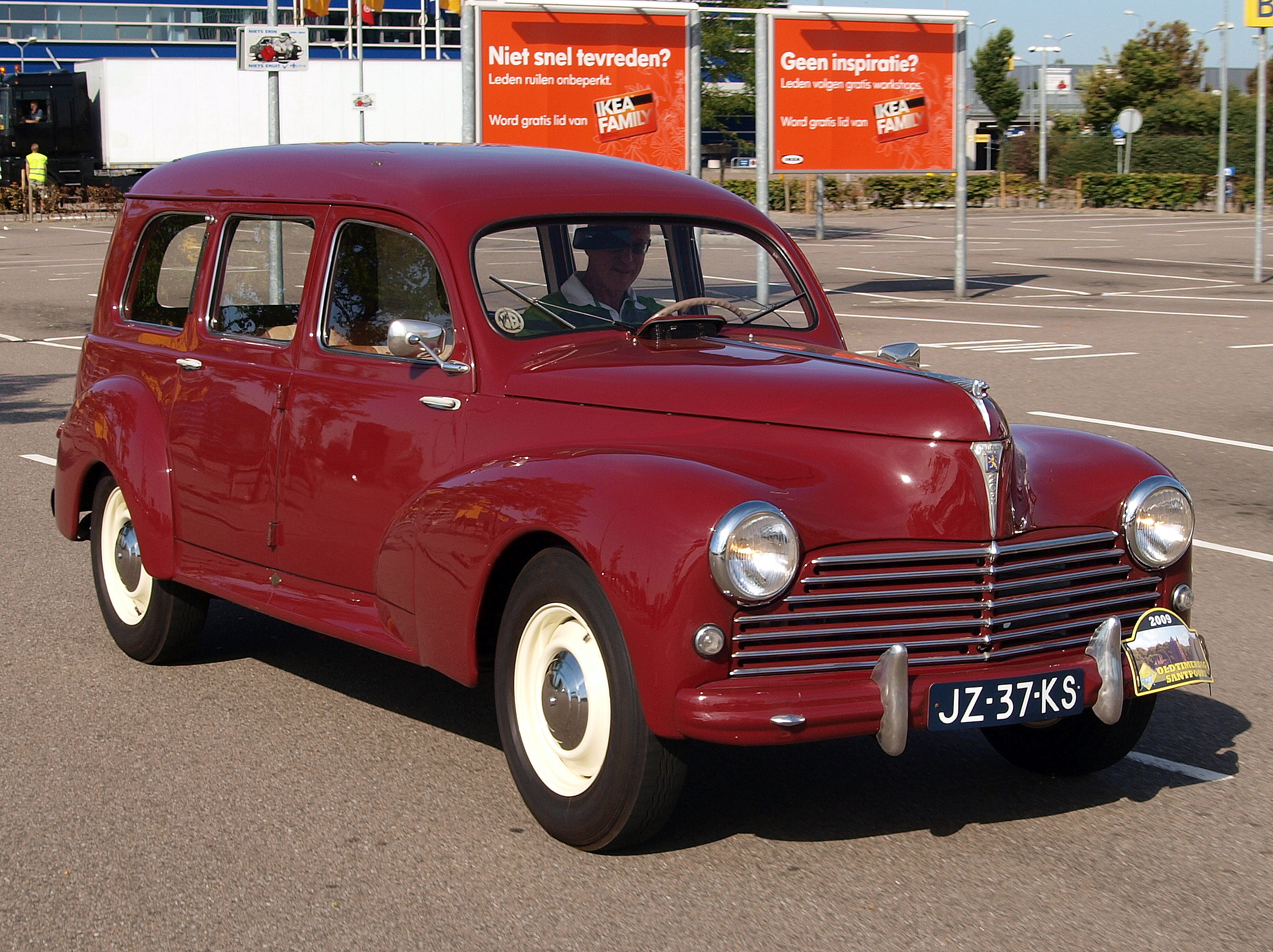
203 familiar
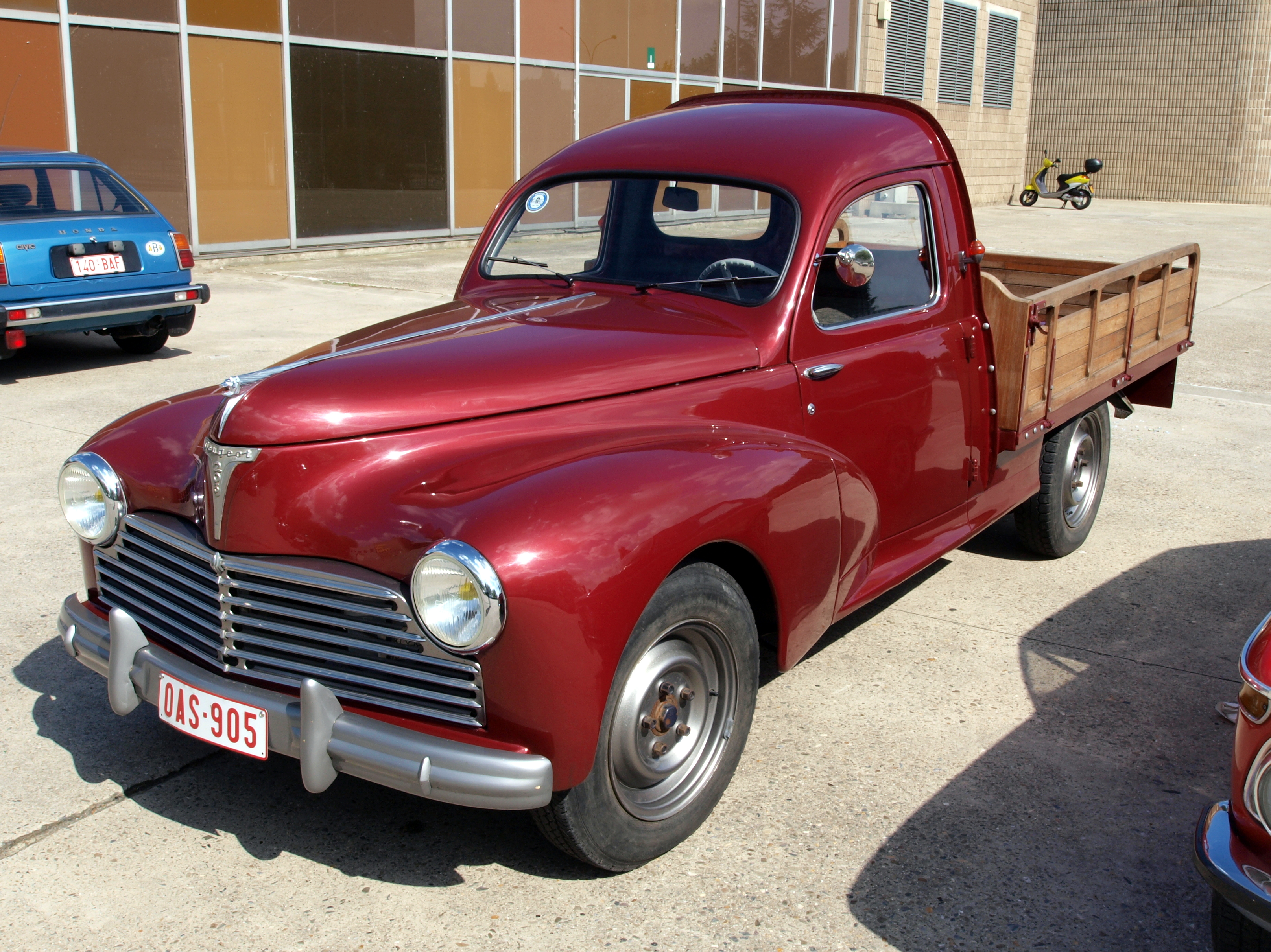
203 camioneta
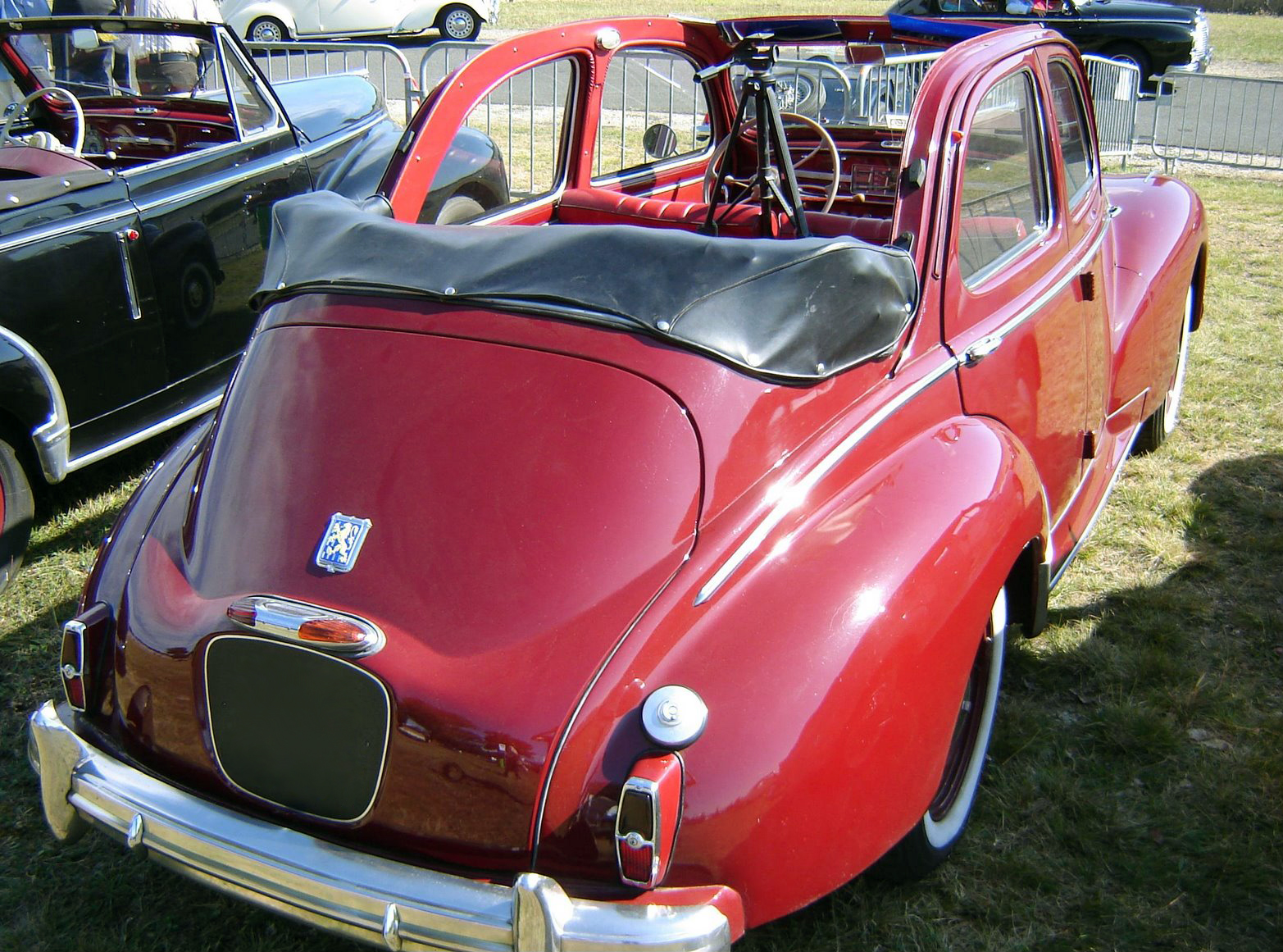
Cabrio berlina
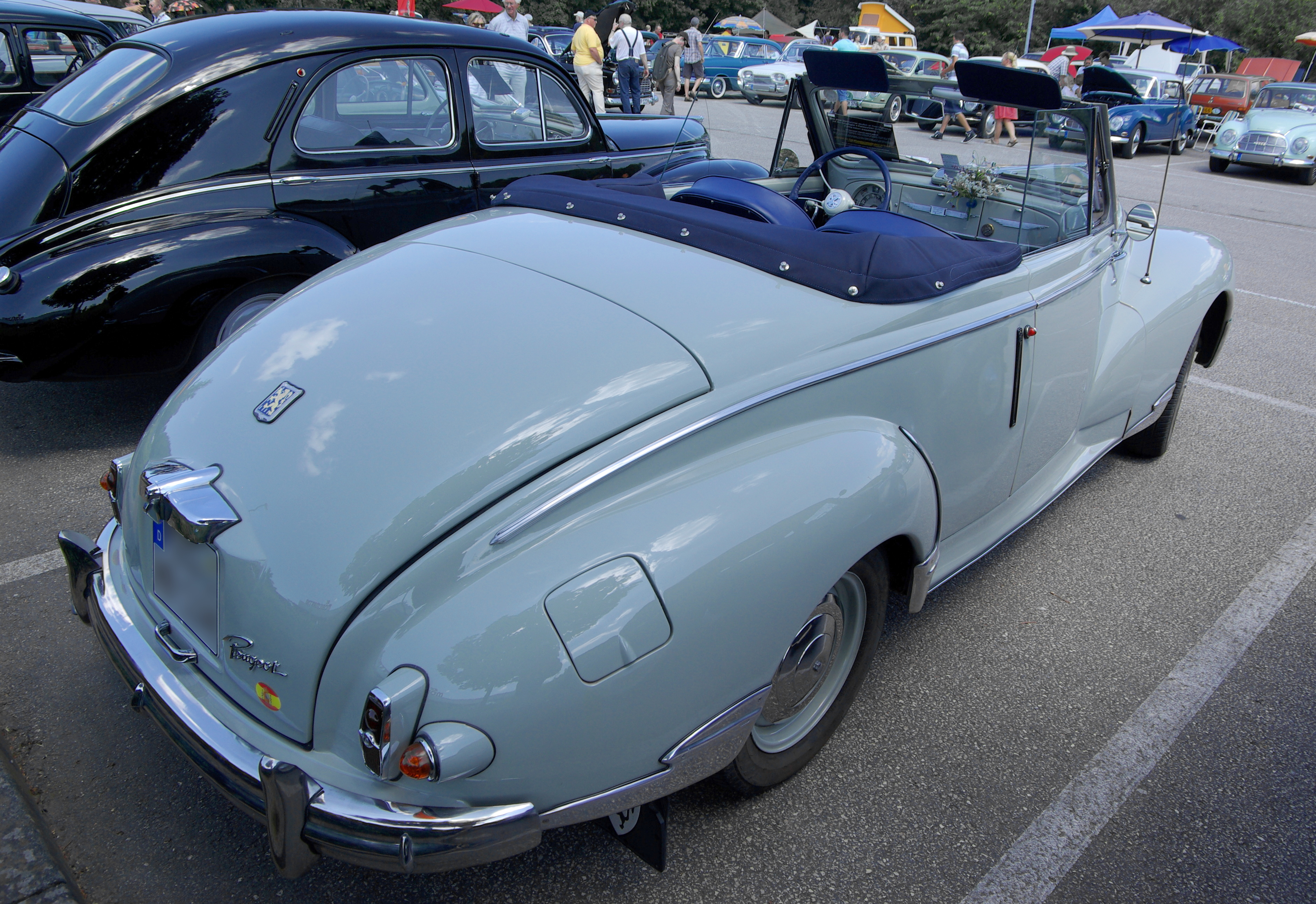
203 cabriolé